# Maria Augusta Trapp
Maria Augusta von Trapp, de soltera Maria Augusta Kutschera (26 de enero de 1905 - 28 de marzo de 1987) fue la matriarca de los cantantes de la familia von Trapp. Su historia, especialmente en lo que se refiere a su huida del nazismo tras el Anschluss fue la inspiración del musical The Sound of Music.

## Infancia y juventud
Maria Augusta Kutschera nació en 1905 en Austria en un tren mientras sus padres viajaban desde su localidad en el Tirol hasta un hospital en Viena. A los siete años quedó huérfana y a los 18, en 1923, se graduó en el Colegio público para la educación progresista de Viena. Una vez terminados sus estudios, entró como novicia en la Abadía de Nonnberg, un convento de monjas benedictinas en Salzburgo. Residiendo aún en el monasterio, se le pidió ser la maestra de los siete hijos del capitán de la Armada Georg Ludwig von Trapp, que recientemente había quedado viudo de su esposa, Agathe Whitehead.
Durante su estancia en la familia, Maria abandonó el convento y contrajo matrimonio con Georg el 26 de noviembre de 1927.

## Bancarrota y música
El capitán von Trapp, con el objetivo de ayudar a una antigua amiga, la señora Lammer, invirtió toda su considerable fortuna en su banco. Sin embargo, debido a la presión económica ejercida por Alemania, el banco quebró y se declaró en bancarrota.
Para sobrevivir, los von Trapp despidieron a la mayoría de sus sirvientes y se mudaron al piso de arriba de su mansión, alquilando el piso bajo como habitaciones para alumnos de la universidad católica. El arzobispo envió al padre Wasner como capellán de la familia y todos los miembros de la familia empezaron a dedicarse profesionalmente a la música, una de sus grandes aficiones.
Tras un festival en 1935, comenzaron a realizar giras artísticas. Su carrera familiar, sin embargo, se vería truncada por la anexión de Austria al Tercer Reich en 1938.

## Exilio y éxito
Tras la subida al poder del nazismo, la familia von Trapp se exilió a Italia y posteriormente a los Estados Unidos. La casa familiar se convirtió en uno de los cuarteles generales de Heinrich Himmler.
Inicialmente conocidos como el Trapp Family Choir, los von Trapp comenzaron a actuar en Estados Unidos y Canadá. Después de un contrato fallido con Charles Wagner, firmaron un duradero contrato con F. C. ("Freddie") Schang.  Su agente "americanizó" su repertorio y cambió, en 1949, el nombre de la banda familiar a The Trapp Family Singers. La familia, que por entonces contaba con diez hijos, se hizo famosa internacionalmente.
Tras la guerra, crearon el fondo Trapp Family Austrian Relief Inc, que envió grandes cantidades de comida y ropa a las zonas de Austria más devastadas por la guerra.
La familia Trapp grabó una serie de discos de 78 revoluciones con la productora RCA Victor, muchos de ellos recopilados posteriormente en LP de RCA Camden. La familia al completo hizo también una aparición en el disco especial de Navidad de Elvis Presley.

## Vermont
Los Trapp establecieron su hogar familiar en una finca de 270 hectáreas en Stowe, Vermont, en 1942, donde crearon un campamento musical permanente. Georg von Trapp murió de cáncer de pulmón, el 30 de mayo de 1947.

## The Sound of Music
El libro The Story of the Trapp Family Singers, escrito por Maria en 1949, se convirtió en un gran éxito de ventas. Siete años después fue adaptado al cine en dos conocidas películas austroalemanas:.
- Die Trapp-Familie (1956)
- Die Trapp-Familie in Amerika (1958).

Posteriormente fue adaptado a un conocido musical de Broadway, The Sound of Music, que también inspiraría una película muy popular, La novicia rebelde en Hispanoamérica o Sonrisas y lágrimas en España, música original de Richard Rodgers y Oscar Hammerstein II, estrenada en el otoño de 1965. La película, protagonizada por Julie Andrews, batió todos los records de taquilla, pero la Baronesa von Trapp afirmó que sólo había recibido medio millón de dólares en royalties.
Maria Augusta Trapp hace un cameo en la película. Por un momento se la puede ver, junto a su hija Rosmarie y su nieta Barbara, caminando bajo un arco durante la canción "I Have Confidence".
En 1991 se estrena en Japón el anime Torappu ikka monogatari, basado en el libro.

## Fallecimiento
En 1957 el grupo musical familiar se separó y cada uno siguió diferentes carreras. Maria y tres de sus hijos marcharon como misioneros al Pacífico Sur. Tras la experiencia, regresó a Vermont, donde murió de un fallo renal tras una operación el 28 de marzo de 1987, con 82 años.
A María le sobrevivieron un hijo, Johannes, dos hijas, Eleonore Campbell y Rosmarie Trapp, dos hijastros, Rupert y Werner, tres hijastras, Agathe von Trapp, Johanna von Trapp y María F. Trapp, esta última como misionera en Papúa, Nueva Guinea, y 29 nietos.
Fue enterrada junto a su marido, Georg, y Hedwig von Trapp (1917-1972), la quinta hija de Georg y Agathe von Trapp, en el cementerio familiar de su granja, actualmente una de las más populares atracciones turísticas de Vermont, donde se celebra cada año el Vermont Mozart Festival.
Cuatro de los bisnietos del matrimonio, todos hijos de Stefan von Trapp, hijo a su vez de Werner, formaron el grupo The Von Trapp Children. Otra nieta, Elisabeth von Trapp, es también cantante, en un estilo que combina el canto gregoriano con la comedia musical y el folk.

## Libros de María Augusta Trapp
Entre las obras de María von Trapp se encuentran:
- The Story of the Trapp Family Singers - María Augusta Trapp. Philadelphia, J. B. Lippincott, 1949
- Around the Year with the Trapp Family - María Augusta Trapp.  Garden City, New York: Doubleday, 1952, New York, Pantheon 1955
- A Family on Wheels: Further Adventures of the Trapp Family Singers - María Augusta Trapp with Ruth T. Murdoch. Philadelphia, Lippincott, c1959
- Yesterday, Today and Forever: The Religious Life of a Remarkable Family - María Augusta Trapp. Garden City, New York: Doubleday, 1952
- María - María von Trapp. Carol Stream, Ill., Creation House 1972
- Let Me Tell You About My Savior - María Von Trapp. Green Forest, AR : New Leaf Press, c2000.

### En inglés
- The Trapp Family Lodge
  - History of the Trapp Family from the Trapp Family Lodge web site
  - Site for the Von Trapp great-grandchildren
- The story of the real María von Trapp
- The story of the von Trapp family, from the Alps to the the ski resort of Stowe, Vermont
- Movie vs. Reality: The Real Story of the von Trapp Family
- Biografía de María von Trapp (enlace roto disponible en Internet Archive; véase el historial, la primera versión y la última).

- Datos: Q93624
- Multimedia: Trapp family / Q93624